# Ctenacanthiformes
De Ctenacanthiformes zijn een orde van uitgestorven kraakbeenvissen, die leefden tussen het Boven-Devoon en het Trias (360 - 220 miljoen jaar geleden). Ze bezaten versierde vinstekels en hadden een cladodont gebit. Leden van de familie Ctenacanthidae hebben mogelijk het Krijt overleefd op basis van tanden gevonden in diepwaterafzettingen van het Valanginien in Frankrijk en Oostenrijk. Door veel geleerden worden ze beschouwd als de potentiële voorouders van de huidige haaien, en hun fossielen worden op veel plaatsen op de planeet gevonden, vooral in Europa en Noord-Amerika, maar ook in Australië en Azië.

## Beschrijving
Het uiterlijk van deze dieren hoefde over het algemeen niet veel te verschillen van dat van de huidige haaien: het lichaam was lang en hydrodynamisch en de lengte varieerde van enkele tientallen centimeters tot enkele meters lang (Maisey et al., 2017). De morfologie was die van een typische haai: gewoonlijk hadden ctenacanthiden twee rugvinnen, de eerste boven de borstvinnen en de tweede teruggetrokken van de buikvinnen. Elke rugvin werd voorafgegaan door een stekel, in sommige gevallen fijn versierd met longitudinale gekartelde strepen of knobbeltjes. Deze rugstekels waren diep ingebed in de spiermassa van het dier en waren weggestopt tegen een driehoekig kraakbeen dat de rugvin ondersteunde. Dit kraakbeen is een kenmerk dat wordt aangetroffen bij hedendaagse haaien. Van de schedel is weinig bekend. De tanden leken over het algemeen erg op die van het geslacht Cladoselache, maar sommige vormen die gewoonlijk aan de ctenacanthiden worden toegeschreven (Phoebodus, Thrinacoselache, Wodnika, Sphenacanthus) hadden totaal verschillende tanden. Sommige ctenacanthiden verschilden van het gebruikelijke lichaamsniveau: dit is het geval van Bandringa, uitgerust met een voorste rostrum zo lang als het lichaam, of van Thrinacoselache, met een uitzonderlijk langwerpig lichaam.

## Functies
De kenmerken van deze groep zijn de robuuste kraakbeenachtige stekels die de stralen van de vinnen ondersteunden, goed in het spierstelsel waren ingebracht en die het dier een grotere bewegingsvrijheid gaven.
De stekels van de rugvinnen zijn extern gescheiden van de rest van het membraan (in tegenstelling tot bijna alle Euselachi). Andere evolutionair belangrijke kenmerken zijn een mond in een subventrale positie, de aanwezigheid van een anaalvin, een heterocercale staartvin (in tegenstelling tot de Xenacanthidae) die een goed ontwikkelde onderkwab heeft die wordt ondersteund door skeletelementen van de staart (voor snel schokkerig zwemmen).

## Classificatie
De volgorde van de ctenacanthiden heeft een zeer onzekere classificatie, vanwege de veelheid aan toegeschreven geslachten; met name sommige vormen als Sphenacanthus, Thrinacoselache en Bandringa lijken in strikte zin niet te behoren tot de ctenacanthiden. In ieder geval wordt aangenomen dat ctenacanthiden een van de waarschijnlijke voorouders zijn van de echte haaien die tijdens het Mesozoïcum verschenen, vanwege enkele kenmerken van de vinnen.
Onder de bekendste vormen herinneren we ons de typische ctenacanthiden Ctenacanthus, Cratoselache, Tamiobatis en Goodrichthys, Phoebodus met grote ogen, Thrinacoselache met een langwerpig lichaam, Sphenacanthus en Wodnika met afwijkende tanden en Acronemus van het Midden-Trias, misschien een overgangsvorm naar meer geëvolueerde haaien.

## Fossielen
De eerste fossielen van ctenacanthiden werden in 1837 beschreven door de Zwitserse paleontoloog Louis Agassiz en bestonden uit een enkele losse stekel, gevonden in lagen uit het Vroeg-Carboon van Engeland en geclassificeerd als Ctenacanthus major. De meeste fossiele overblijfselen van deze dieren bestaan in feite uit de robuuste rugstekels en geïsoleerde tanden. Slechts in zeer zeldzame gevallen zijn er meer complete exemplaren gevonden, en vaak was de lichaamsvorm van deze dieren duidelijk anders dan die van typische haaien.

## Levensstijl
Ongetwijfeld waren de ctenacanthiden effectieve roofdieren, en in sommige gevallen waren ze de superpredatoren van hun omgeving. Sommige vormen leefden in de open zee, andere leefden waarschijnlijk in kust- of zoetwateromgevingen. De stevige stekels op de rug moeten een defensieve functie hebben gehad: een van deze structuren werd in feite gevonden vast in het verhemelte van de grote roofzuchtige placodermische vis Holdenius. Blijkbaar had de carnivoor geprobeerd een exemplaar van Ctenacanthus in te slikken, maar dat was niet gelukt. Een andere functie van deze stekels kan zijn geweest om de rugvinnen effectief te ondersteunen, waardoor de hydrodynamica van het dier aanzienlijk werd verbeterd.